# Nouvelle-Zélande aux Jeux olympiques de 1920
La Nouvelle-Zélande a participé aux Jeux olympiques de 1920 à Anvers, Belgique. C'était la première participation du pays de façon indépendante, après deux participations, en 1908 et 1912, en commun avec l'Australie sous le nom Australasie.
La délégation néo-zélandaise se composait de quatre athlètes, dont une femme, Violet Walrond, âgée de 15 ans. Chaque athlète néo-zélandais a fini au moins 5e dans son sport. Le porte-drapeau est Harry Wilson, coureur de 110 m haies. Le père de Violet, Cecil Tui Walrond, était considéré comme l'entraîneur de la délégation néo-zélandaise,.

## Médailles
| Médaille           | Nom            | Sport  | épreuve               |
| ------------------ | -------------- | ------ | --------------------- |
| Médaille de bronze | Darcy Hadfield | aviron | 1 rameur skiff hommes |

## Sports aquatiques

### Natation
Violet Walrond est la seule nageuse et la première femme à représenter la Nouvelle-Zélande aux Jeux olympiques

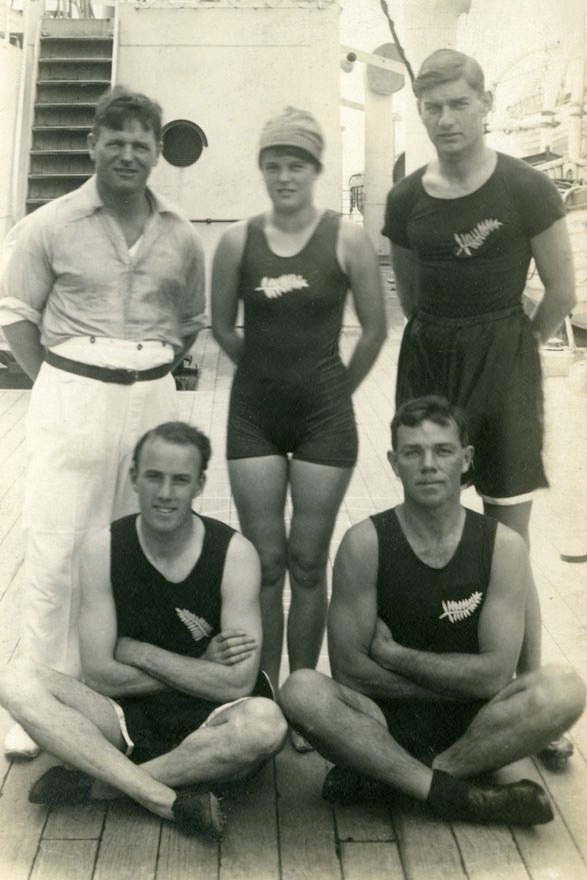
Arrière : Tui et Violet Walrond, George Davidson; avant : Harry Wilson et Darcy Hadfield.

Résultats
| Nageuse        | épreuve          | Demi-finales | Demi-finales | Finale   | Finale |
| Nageuse        | épreuve          | Résultat     | Rang         | Résultat | Rang   |
| -------------- | ---------------- | ------------ | ------------ | -------- | ------ |
| Violet Walrond | 100 m nage libre | 1 min 21 s 4 | 3 Q          | Inconnu  | 5      |
| Violet Walrond | 300 m nage libre | 5 min 04 s 6 | 2 Q          | Inconnu  | 7      |

## Athlétisme
Deux athlètes représentent la Nouvelle-Zélande.
| Athlète         | épreuve     | Qualifications | Qualifications | Quarts de finale | Quarts de finale | Demi-finales | Demi-finales | Final        | Final        |
| Athlète         | épreuve     | Résultat       | Rang           | Résultat         | Rang             | Résultat     | Rang         | Résultat     | Rang         |
| --------------- | ----------- | -------------- | -------------- | ---------------- | ---------------- | ------------ | ------------ | ------------ | ------------ |
| George Davidson | 100 m       | 11 s 1         | 2 Q            | Inconnu          | 3                | Non qualifié | Non qualifié | Non qualifié | Non qualifié |
| George Davidson | 200 m       | 22 s 6         | 1 Q            | 22 s 8           | 1 Q              | 22 s 7       | 3            | 22 s 3       | 5            |
| Harry Wilson    | 110 m haies | N/A            | N/A            | 15 s 8           | 2 Q              | 15 s 3       | 3 Q          | 15 s 2       | 4            |

## Aviron
Un seul rameur représenté la Nouvelle-Zélande, c'est la première participation du pays dans ce sport. dans les années 1920. Hadfield échoue en demi-finale, et obtient la médaille de bronze comme plus rapide des deux demi-finalistes perdants. Les épreuves ont lieu à Vilvorde dans le canal de Willebroeck.
| Athlète        | Épreuve      | Quarts de finale | Quarts de finale | Demi-finale  | Demi-finale | Finale       | Finale             |
| Athlète        | Épreuve      | Résultat         | Rang             | Résultat     | Rang        | Résultat     | Rang               |
| -------------- | ------------ | ---------------- | ---------------- | ------------ | ----------- | ------------ | ------------------ |
| Darcy Hadfield | Skiff hommes | 8 min 05 s 0     | 1 Q              | 7 min 49 s 2 | 2           | Non qualifié | Médaille de bronze |